# Henry Gannett
Henry Gannett (24 août 1846 - 5 novembre 1914), né à Bath dans le Maine, était un géographe américain reconnu comme le « père de la cartographie en Amérique ». Diplômé de l'Université Harvard, il devint le géographe en chef de l’Institut d'études géologiques des États-Unis de sa fondation jusqu’en 1902.

## Biographie
Il a été membre fondateur et président de la National Geographic Society, l’un des fondateurs de l’American Association of Geographers, et l’un des cofondateurs et présidents du Twenty Year Club ou Twenty Year Topographers qui a été formé à la division topographique de l’USGS. Il a également été l’un des fondateurs et président du Cosmos Club à Washington, D.C.
Gannett fut également le géographe du 10e recensement des États-Unis en 1880, du 11e recensement en 1890 et du 12e recensement en 1900. Il a été directeur adjoint du recensement des Philippines et de Porto Rico de 1899, du recensement des Philippines de 1902 et du recensement de 1906 à Cuba.
Le Pic Gannett a été nommé en son honneur.